# Десять книг про архітектуру
«Де́сять книг про архітекту́ру» (лат. De architectura libri decem) — трактат про архітектуру римського архітектора Марка Вітрувія Полліона. Він є єдиною збереженою античною роботою про архітектуру й однією з перших латинською мовою. За свідченнями самого Вітрувія, на момент написання трактату латинською були написані всього чотири книги про архітектуру: Фуфіція, Теренція Варрона та ще дві Публія Септимія. Книга присвячена імператору Августу як знак подяки за надану ним допомогу.

## Зміст
Вітрувій описав шість основних принципів архітектурної науки:
1. систематичність, порядок (лат. ordinatio)  — описані загальні принципи архітектури, основи формування об'єму (лат. quantitas), основи пропорцій, основи співвідношень розмірів (лат. modulus). Тут показана знаменита тріада Вітрувія: три якості, якими обов'язково повинна володіти архітектура: міцність консторукції (лат. firmitas), користь (лат. utilitas), краса (лат. venustas)[6].
2. розташування, основа (лат. dispositio) — описані основи організації простору, основи проєкту та їхнього зображення в трьох основних кресленнях: план поверху (лат. ichnografia), креслення (лат. ortografia) і перспективний вигляд (лат. skenografia).
3. евритмія (лат. eurythmia) визначає красиві пропорції, вивчається композиція.
4. симетрія (лат. symetria) засновується на антропоморфізмі. Звертається увага на модуль, заснований на частинах людського тіла (ніс, голова).
5. прикрашання, декор (лат. decor) не обмежується тільки декорацією та описує ордерний порядок.
6. розповсюдження (лат. distributio) — спосіб економічного використання архітектури[3][7].

У I книзі Вітрувій пояснює архітектуру, яка складається з теорії та практики. Він звертає увагу на необхідність геометрії та креслення для того, щоб займатися архітектурою, а також на знання філософії, права, медицини та асторономії.
У II книзі описані будівельні матеріали: цегла (лат. laterum), пісок, вапно й каміння.
У III книзі описана Вітрувіанська людина з її пропорціями (обличчя займає десяту частину тіла, а пуп — центр композиції).
У IV книзі розповідається про храми й розташування вівтарів.
V книга присвячена оздобленню площ, базилік, театрів, лазень і корабелень.
VI книга описує впорядкування приміщень (атріумів) і їхніх фундаментів.
У VII книзі Вітрувій описує приготування фарб (білої, червоної, чорної, зеленої, синьої та охри) та тиньку.
У VIII книзі описує гідротехнічні споруди (колодязі, водогони).
У IX книзі описує роботу сонячних і водяних годинників.
У X книзі він протиставив машини (поєднання частин для переміщення важких предметів) і знаряддя (лат. organa), а також описав різноманітні механізми: водяні млини, балісти й катапульти.

## Видання

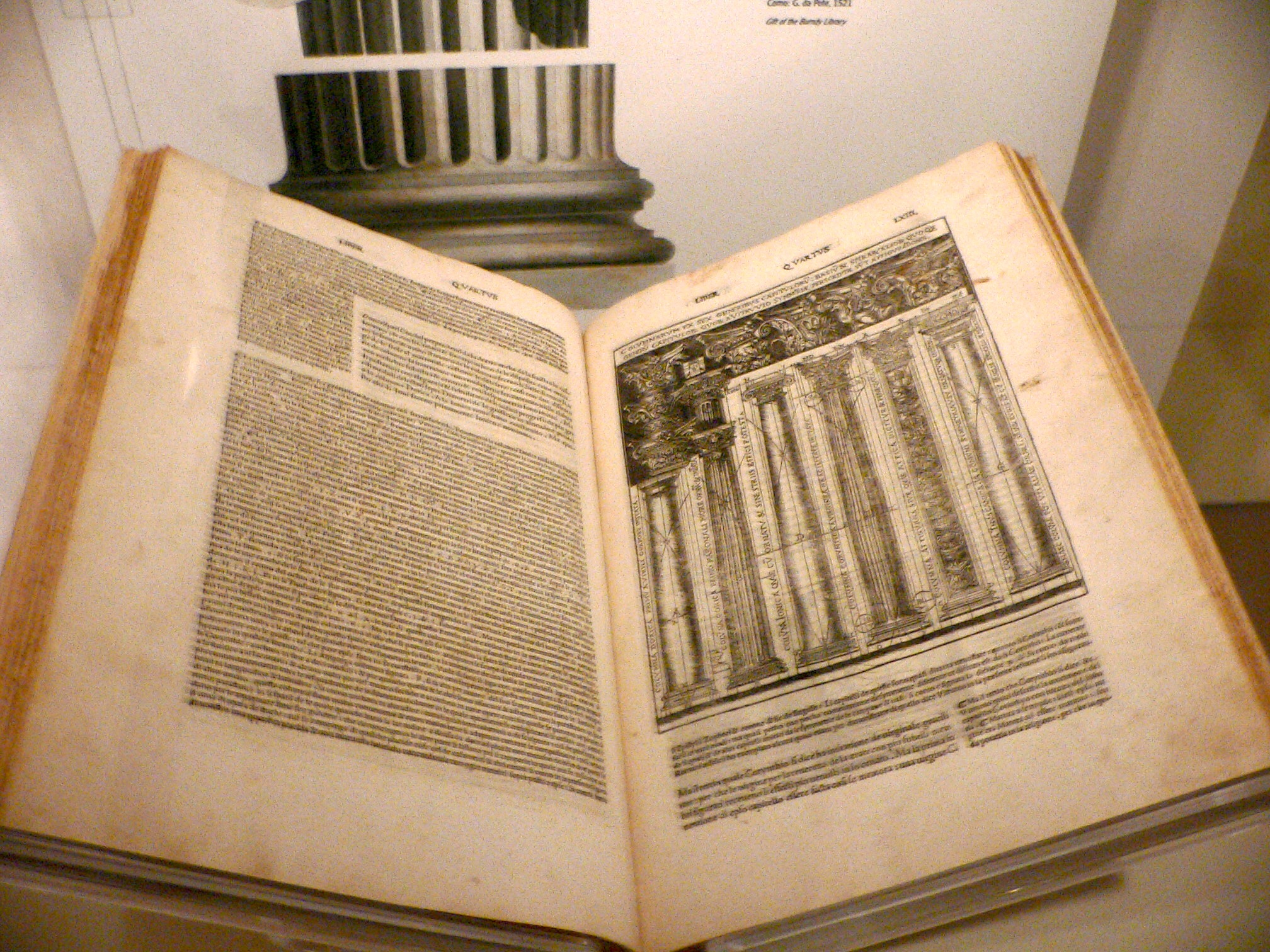
Одне з видань трактату

Автор узагальнив у трактаті досвід грецької та римської архітектур, розглянув супутні містобудівні, інженерно-технічні питання та принципи художнього сприйняття.
За винятком декількох свідоцтв (Фронтін, Фавентін, Пліній Старший) праця Вітрувія не була дуже відомою. Цьому, напевно, сприяла обмеженість теми, яка була цікава тоді лише вузькому колу фахівців.
Вітрувій уперше серед теоретиків архітектури висловив думку про виникнення архітектури. Він порушив проблему золотої середини між теорією і практикою, описав основні поняття естетики, описав відповідність масштабів будівлі до масштабу людини. Це теорія використовувалася до XIX століття.

### Середньовіччя

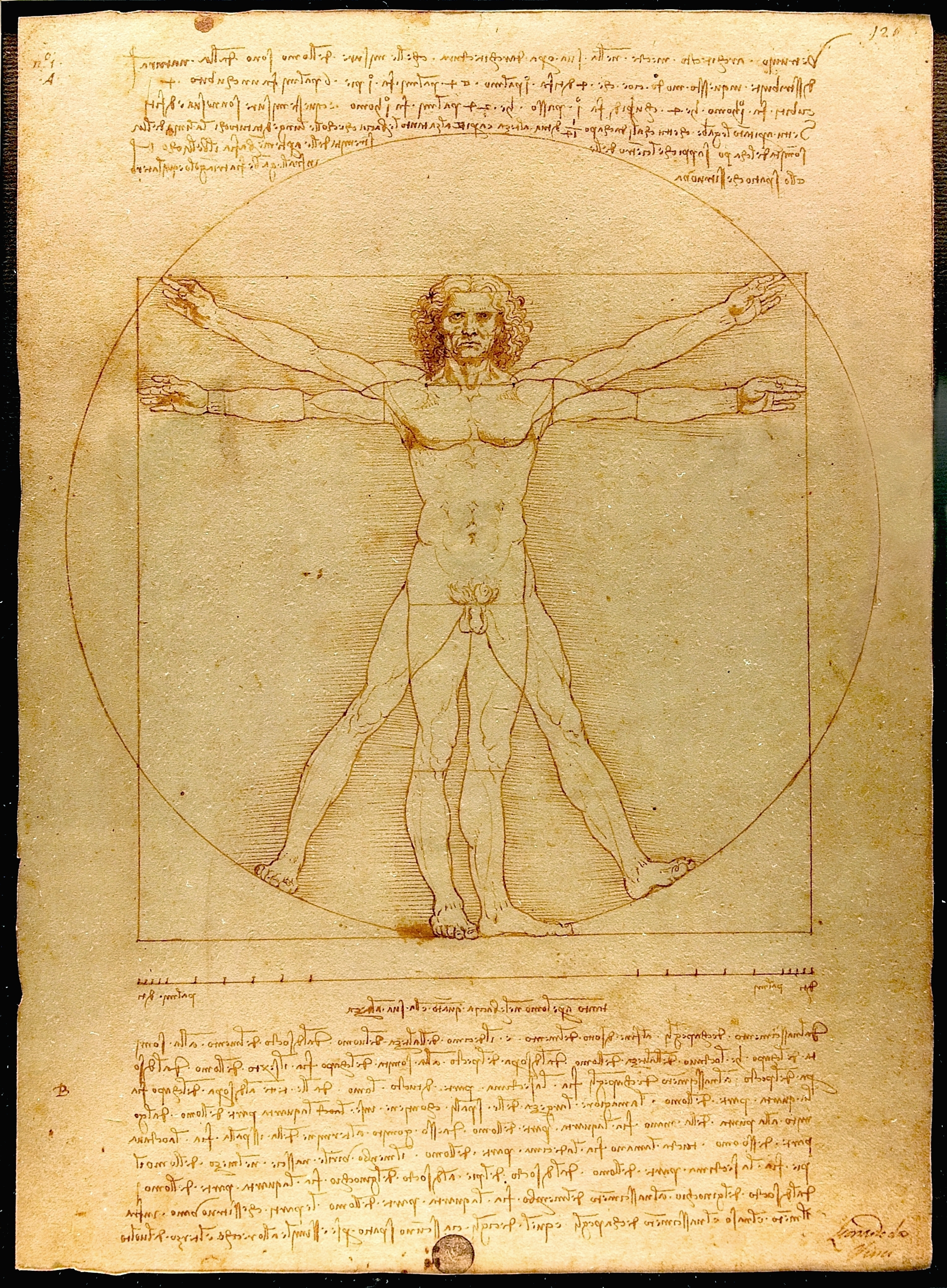
Вітрувіанська людина Леонардо да Вінчі

Є понад 80 середньовічних манускриптів з текстом трактату різними мовами. Найстаріший зі знайдених датується 996 роком і знаходиться в Британському музеї (Harley 2767). Однак найвідомішою ця робота стала в добу Відродження.
«10 книг» вплинули на розвиток мистецтва доби Відродження, але не могли бути його причиною, тому що були добре відомі в Середньовіччі. У 1486—1492 рр. гуманіст Поджо Браччоліні здійснює перше друковане видання трактату в Італії.
«10 книг про архітектуру» вивчалися архітекторами з XV до XIX століття.

#### Видання 1936 року
Вітрувій. «Десять книг про архітектуру». / Пер. Ф. А. Петровського. Т. 1. М., Видання Всерад. Академії архітектури. (Серія «Класики теорії архітектури»). 1936. 331 стор. 6000 прим.

#### Перевидання 2003 року
Марк Вітрувій Полліон. «Про архітектуру». / Пер. Ф. А. Петровського. (Серія «З історії архітектурної думки»). М., Едіторіал УРСС. 2003. 320 стор. 960 прим. ISBN 5-354-00366-0

#### Перевидання 2006 року
Вітрувій. «Десять книг про архітектуру» Видавництво: Архітектура-С 2006 р., 328 стор., 2000. прим. ISBN 5-9647-0107-8ISBN 5-9647-0107-8

#### Інші видання трактату

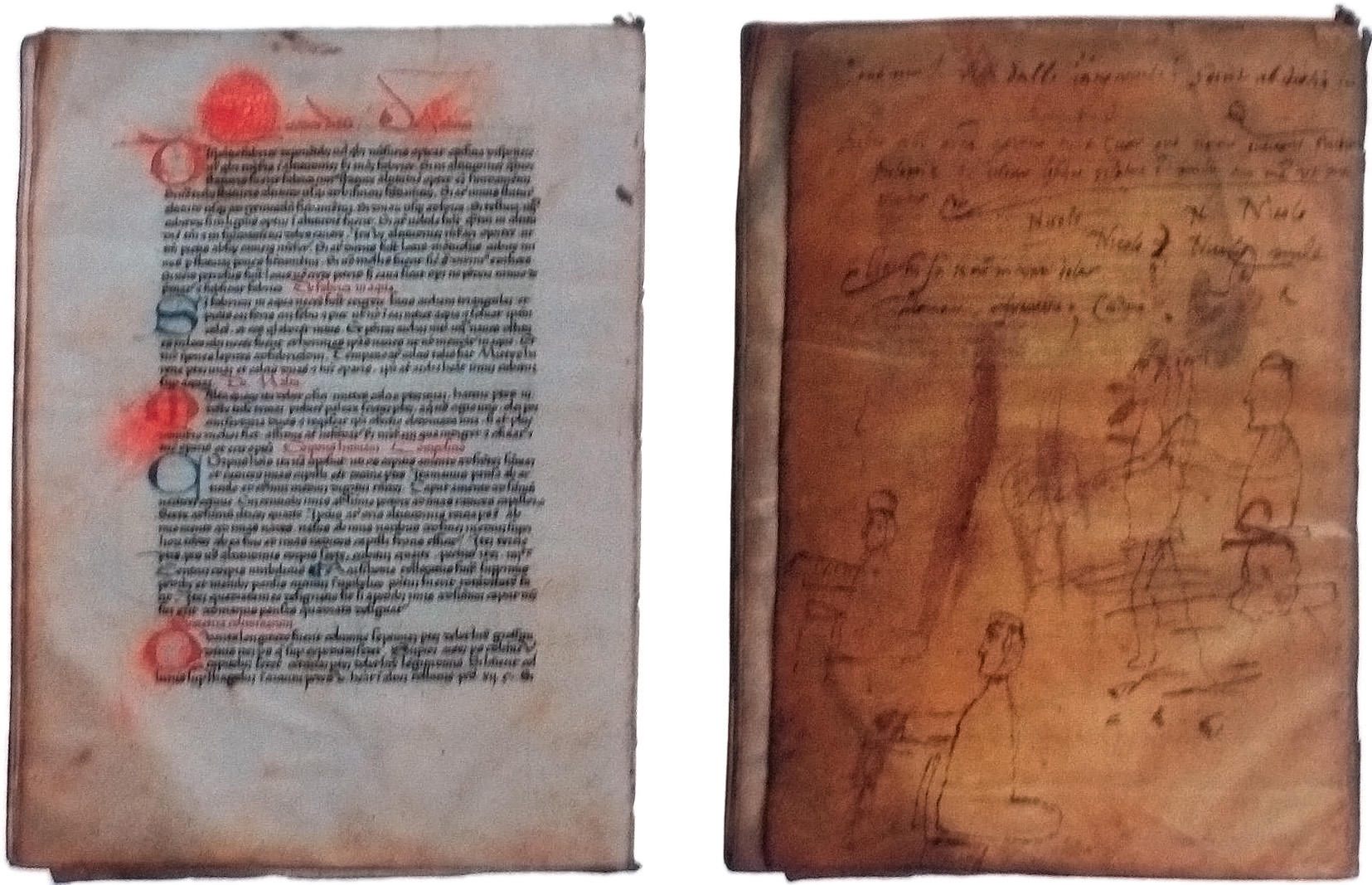
Манускрипт Вітрувія, приблизно 1390 р.

London, British Museum, Harl. 2767 (8th cent.).
Selestad, Bibl. 1153 (10th cent.).
Wolfenbuttel, Bibl. 132 (10th cent.).
Wolfenbuttel, Bibl. 69 (11th cent.).
London, B.M., Harl. 3859 (11th cent.).
Oxford, St. John's Coll. 66 В (1316.).
Escorial, 2. 5 (15th cent.).
London, В. М., Harl. 2760 (15th cent.).
Paris, Bibl. Nat. 7227 (11th cent.).
Escorial, 3. 19 (11th or 12th cent.).
Eton College, MSS. 137 (15th cent.).
Rome, Vatican Codd. Urbin. Lat. 3. 1360 (15th cent.).
Paris, Bibl. Nat. 7382 (15th cent.).
Paris, Bibl. Nat. 7228 (15th cent.).
Oxford, Bodleian, F. V. 7 (15th cent.).
Rome, Vatican Codd. Urbin. Lat. 1. 293 (15th cent.).
Sulpitius, Rome, 1486.
Fra Giocondo, Florence, Junta, 1522.
Philander, Rome, 1544.
Laet, Amsterdam, 1649.
Perrault, Paris, 1673.
Schneider, Leipzig, 1807—1808.
Lorentzen, Gotha (Books 1-5), 1857.
Rose, Leipzig, 1867, 1899.
Krohn, Leipzig, 1912.

## Переклади
У 1547 році в Парижі видається переклад трактату французькою (переклад Жана Мартена).
У серії «Loeb classical library» твір видано у 2 томах у перекладі Грейнджера.
У «Collection Budé» твір видано [Архівовано 4 березня 2016 у Wayback Machine.] в 10 окремих книгах (видання завершено у 2009 році).

### Переклади російською
- Перро К. «Сокращенный Витрувий, или Совершенный архитектор». М., 1789.
- Баженов В. «Марка Витрувия Поллиона об архитектуре» С примеч. г. Перро. / Пер. с фр. и прим. В. СПб, 1790—1797.
- Кн. 1-2. 1790. 230 стор. Кн. 3. 1792. 136 стор. Кн. 4. 1793. 122 стор. Кн. 5. 1794. 159 стор. Кн. 6. 1794. 96 стор. Кн. 7. 1795. 86 стор. Кн. 8. 1796. 75 стор. Кн. 9. 1797. 79 стор. Кн. 10. 1797. 208 стор.

## Письменство
- Лебедева Г. С. Новейший комментарий к трактату Витрувия «Десять книг об архитектуре». — М.: УРСС, 2003. — 160 стр. — 650 экз.
- Михайлов Б. П. Витрувий и Эллада: Основы античной теории архитектуры. — М.: Стройиздат, 1967. — 280 с.